# Тюринги

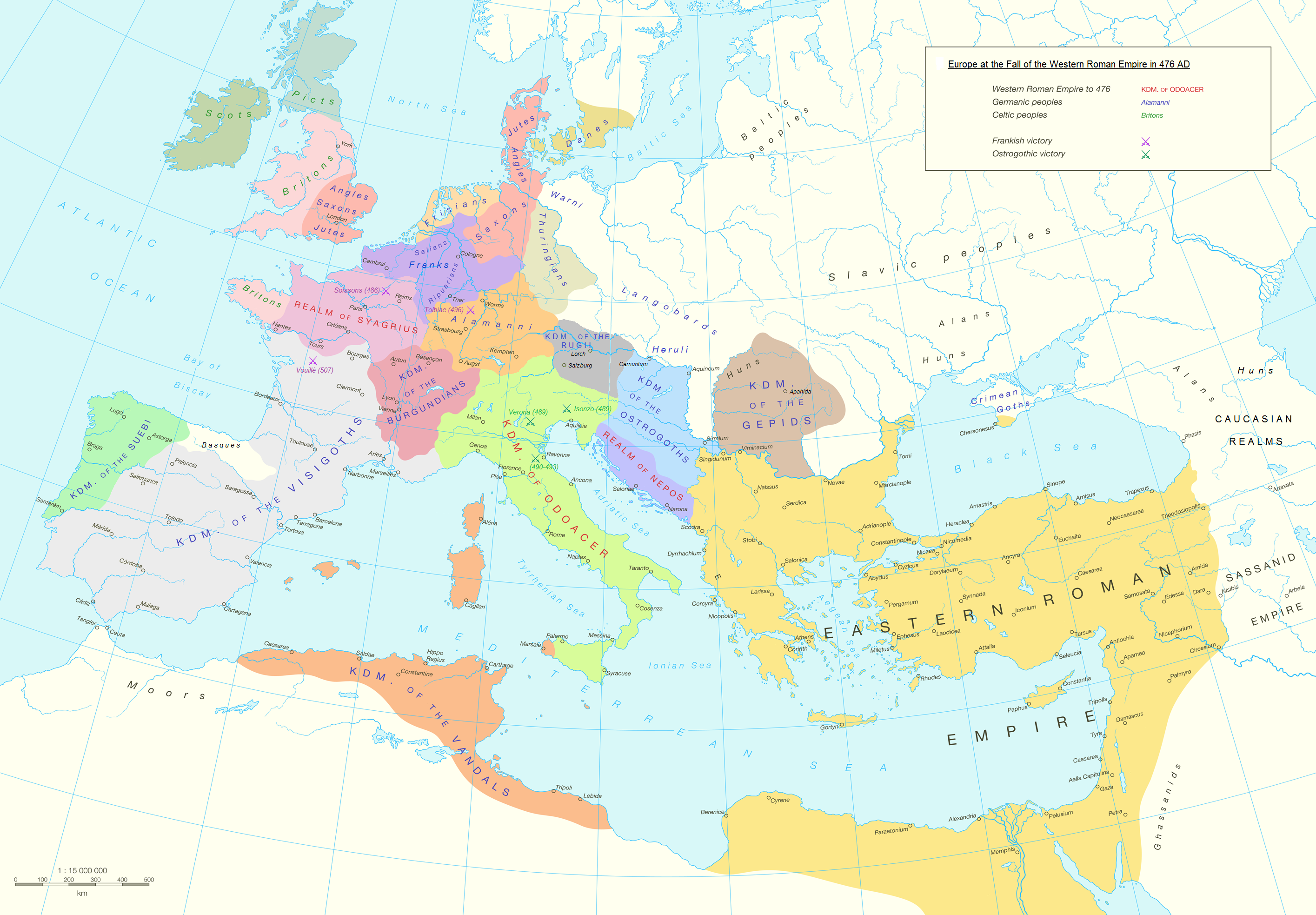
Станом на 476 рік

Тюринги (лат. Thuringi) — племена західних германців, жили на території Тюрингії.

## Королі тюрингів
- Раніше 459 — бл. 507 : Бізін (пом. бл. 507)
- ?-?: Фісуд
- Бл. 507–531 : Герменефред (пом. 534), син Бізіна
- Бл. 507–525 : Бертахар (пом. 525), брат попереднього
- Бл. 507–529 : Бадеріх (пом. 529), брат попереднього